# Greg Halford
Gregory Halford (Chelmsford, Inglaterra, 8 de diciembre de 1984) es un futbolista inglés que juega de defensa en el Hashtag United F. C. de la Isthmian League.

## Clubes
| Club                                  | País       | Año       |
| ------------------------------------- | ---------- | --------- |
| Colchester United F. C.               | Inglaterra | 2003-2006 |
| Reading F. C.                         | Inglaterra | 2007      |
| Sunderland A. F. C.                   | Inglaterra | 2007-2009 |
| Charlton Athletic F. C. (cedido)      | Inglaterra | 2008      |
| Sheffield United F. C. (cedido)       | Inglaterra | 2008-2009 |
| Wolverhampton Wanderers F. C.         | Inglaterra | 2009-2011 |
| Portsmouth F. C. (cedido)             | Inglaterra | 2010-2011 |
| Portsmouth F. C.                      | Inglaterra | 2011-2012 |
| Nottingham Forest F. C.               | Inglaterra | 2012-2015 |
| Brighton & Hove Albion F. C. (cedido) | Inglaterra | 2014-2015 |
| Rotherham United F. C.                | Inglaterra | 2015-2017 |
| Birmingham City F. C. (cedido)        | Inglaterra | 2015-2016 |
| Cardiff City F. C.                    | Gales      | 2017-2018 |
| Aberdeen F. C.                        | Escocia    | 2019      |
| Southend United F. C.                 | Inglaterra | 2020-2021 |
| Waterford F. C.                       | Irlanda    | 2021-2022 |
| Billericay Town F. C.                 | Inglaterra | 2022      |
| Hashtag United F. C.                  | Inglaterra | 2022-     |